# Square Saint-Gilles - Grand-Veneur - Pauline-Roland
Le square Saint-Gilles - Grand-Veneur - Pauline-Roland est le plus petit square du 3e arrondissement de Paris.

## Localisation

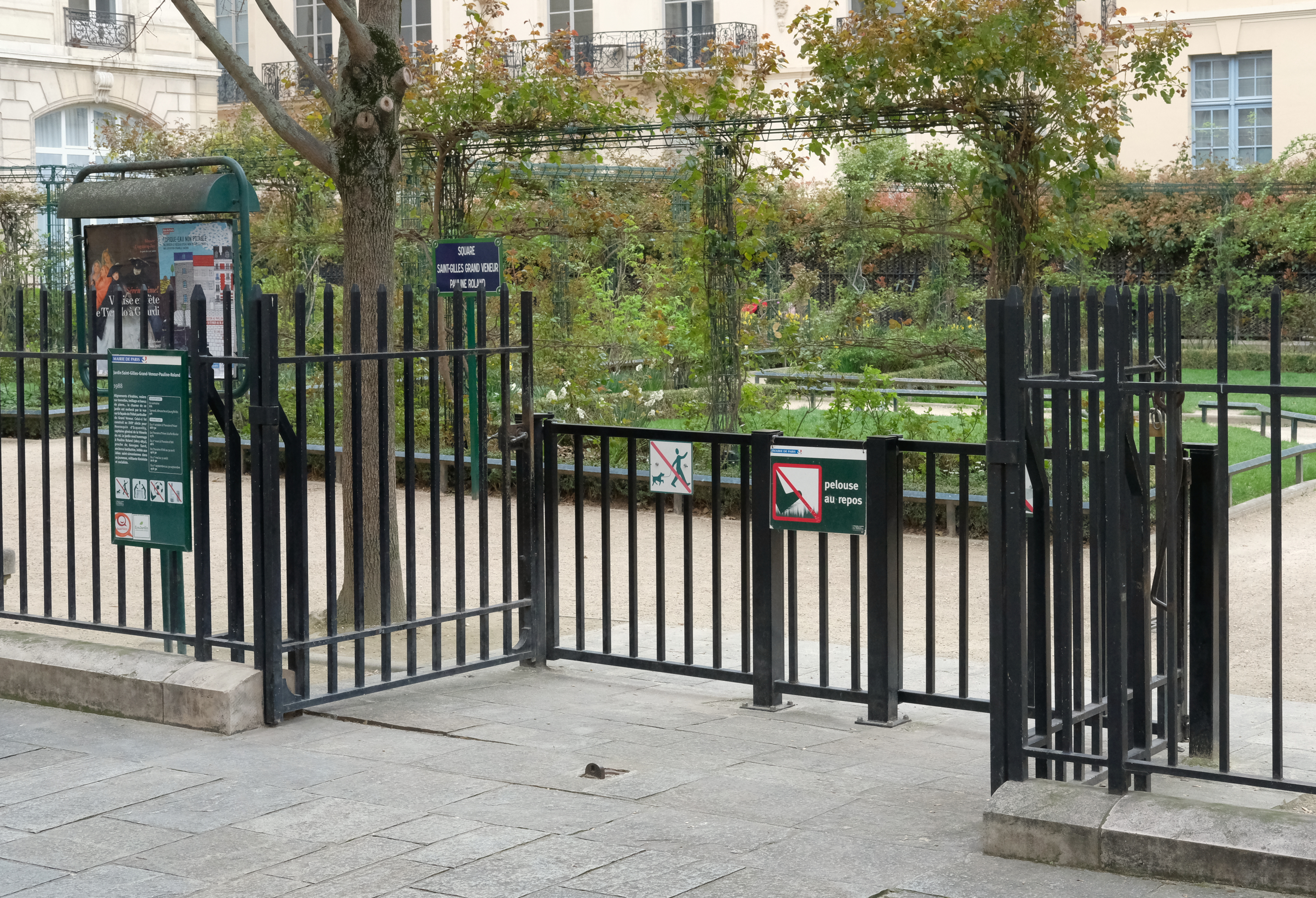
Une des entrées du square.

Deux accès sont possibles, l’un par le 9, rue du Grand-Veneur, l’autre par la rue de Hesse. Il ne faut pas hésiter à passer le porche des immeubles qui bordent le square et le cachent aux visiteurs les moins attentifs.
En passant par le passage du 12, rue Villehardouin puis par la petite rue Hesse, vous accéderez à ce petit jardin à la française.
Il est desservi par la ligne 8 aux stations de métro Saint-Sébastien - Froissart et Chemin Vert.

## Description
Aux beaux jours, les tonnelles sont couvertes de roses, idéal pour une petite pause romantique sur l’un des bancs qui le bordent. Les pelouses centrales et les colonnes grimpantes font de ce joli coin de verdure un jardin à la française aussi calme qu’accueillant.

## Origine du nom
Il rend hommage à Pauline Roland (1805-1852), une féministe socialiste française.

## Historique
Créé en 1988, le square s'étend sur 987 m2. 